# Präsidentschaftswahl in den Vereinigten Staaten 1872
Bei der Präsidentschaftswahl in den Vereinigten Staaten 1872 wurde der amtierende Präsident Ulysses S. Grant, Führer der Radical Republicans, für eine zweite Amtszeit gewählt. Dies geschah, obwohl es einen Bruch innerhalb der Republikanischen Partei gab und daher viele liberale Republikaner für den Gegenkandidaten Horace Greeley, der für die Demokraten und die Liberal Republican Party antrat, stimmten.
Am 29. November 1872, 24 Tage nach der Volkswahl, jedoch bevor das Electoral College seine Stimmen abgab, starb Greeley. Als Folge stimmten 63 der 66 für ihn verpflichteten Wahlmänner für vier andere Präsidentschaftskandidaten und acht Kandidaten für das Amt des Vizepräsidenten. Greeley selbst erhielt drei Wahlstimmen, diese wurden jedoch vom Kongress für ungültig erklärt.
Henry Wilson, der von den Republikanern zum Vizepräsident gewählt wurde, starb am 22. November 1875 im Amt. Innerhalb der zu Ende gehenden Amtsperiode wurde der Posten nicht neu besetzt.

## Nominierungen
Republikanische Partei

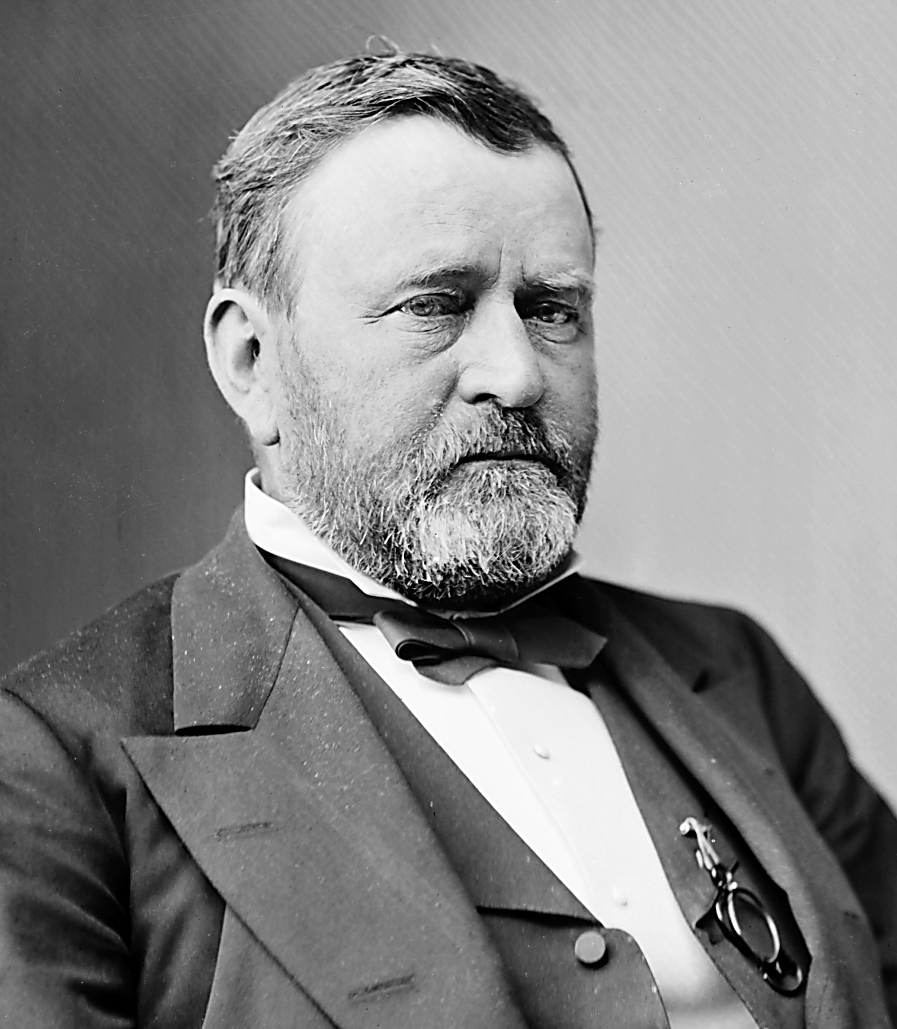
Ulysses S. Grant

Der amtierende Präsident Ulysses S. Grant wurde einstimmig von den 753 Delegierten an der Republican National Convention für eine zweite Amtszeit nominiert. Vizepräsident Schuyler Colfax verpasste jedoch aufgrund von Korruptionsvorwürfen knapp eine erneute Nominierung, mit 322 Delegiertenstimmen gegenüber 400, die für Henry Wilson, einen Senator aus Massachusetts, stimmten.
Demokratische Partei/Liberale Republikaner

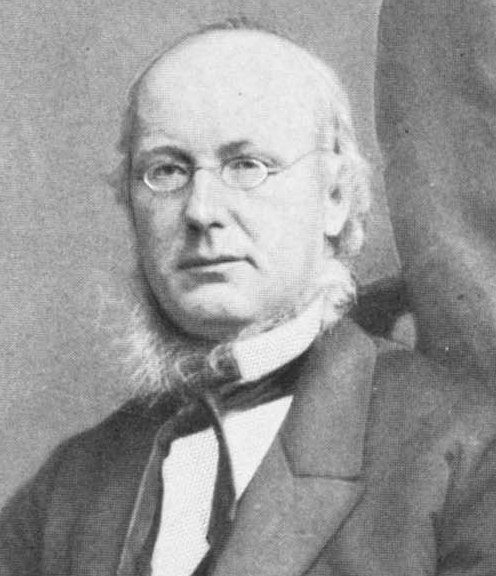
Horace Greeley

Eine einflussreiche Gruppe von abtrünnigen Republikanern spaltete sich von der Partei ab und gründete die Liberal Republican Party. An der einzigen nationalen Versammlung, die in Cincinnati, Ohio stattfand, wurde der Herausgeber der New York Tribune, Horace Greeley, im sechsten Wahlgang als Präsidentschaftskandidat nominiert. Benjamin Gratz Brown, Gouverneur von Missouri, wurde im zweiten Wahlgang als Vizepräsident nominiert. Die Partei forderte ein Ende des Hasses aus Bürgerkrieg und „Reconstruction“, verlangte Reformen des öffentlichen Dienstes, um die Korruption zu bekämpfen, und war für die Erhebung einer nationalen Einkommensteuer.
Die Demokratische Partei nominierte ebenfalls die Liste Greeley/Brown. Greeley erhielt 686 der 724 Delegiertenstimmen, während Brown 713 erhielt. Die Annahme des liberalen Programms bedeutete für die Demokraten eine Abkehr des Anti-Reconstruction-Programms von 1868. Sie erkannten eine nötige Abkehr von dem Kurs und dem Einschlagen eines neuen, um zu gewinnen. Allerdings hatte Greeley den Ruf eines aggressiven Angreifers der Demokratischen Partei, so dass die Begeisterung über die Nominierung eher gering war. Die Versammlung, die nur neun Stunden verteilt über zwei Tage dauerte, war der kürzeste Parteitag der großen Parteien in der Geschichte.
Sonstige
Victoria Woodhull war die erste Frau, die für die Präsidentschaft nominiert wurde. Sie kandidierte für die Equal Rights Party. Als „Running Mate“ wählte sie Frederick Douglass, einen ehemaligen Sklaven und späteren Abolitionisten. Woodhulls Kandidatur war jedoch unzulässig, nicht weil sie eine Frau war – die Verfassung und die Gesetze schwiegen zu dem Thema –, sondern weil sie das von der Verfassung vorgeschriebene Mindestalter von 35 erst am 23. September 1873 erreichte. Woodhull und Douglass sind nicht unter den Resultaten weiter unten aufgeführt. Die Stimmen von Woodhull wurden nie gezählt.
Als unabhängiger Kandidat trat George Francis Train auf.

## Wahlkampf
Grant und seine radikalen Anhänger wurden weithin der Korruption beschuldigt, und die liberalen Republikaner forderten Reformen des öffentlichen Dienstes und ein Ende der „Reconstruction“, einschließlich des Abzuges der Bundestruppen aus dem Süden. Sowohl liberale Republikaner als auch Demokraten waren jedoch enttäuscht über ihren Kandidaten Greeley, einen schlechten Kämpfer mit wenig politischer Erfahrung. Seine Karriere als Redakteur einer Zeitung gab seinen Gegnern eine lange Liste von exzentrischen öffentlichen Stellungnahmen als Angriffspunkt. Mit Erinnerungen an seine Siege im Bürgerkrieg war Grant unangreifbar. Darüber hinaus unterliefen Greeleys Running Mate, B. Gratz Brown, mehrere Ausrutscher wegen seiner Trinkprobleme.

## Aktionen für das Frauenwahlrecht
Es war die erste Wahl nach der Gründung der National American Woman Suffrage Association, einer Frauenrechtsorganisation, die sich für das Frauenwahlrecht einsetzte. Daher gab es vermehrt Proteste für das Wahlrecht der Frauen. Zusätzlich zu der oben genannten Nominierung von Woodhull versuchten mehrere Frauenrechtlerinnen, bei der Wahl ihre Stimme abzugeben. Susan B. Anthony wurde verhaftet und wegen unrechtmäßiger Wahlbeeinflussung mit einer Geldstrafe von 100 Dollar belegt, weil sie sich als Wählerin registriert und ihre Stimme bei der Wahl abgegeben hatte. Woodhull selbst konnte am Wahltag nicht abstimmen, weil sie einige Tage vor der Wahl unter dem Vorwurf der Veröffentlichung einer „unanständigen“ Zeitung in Arrest genommen wurde.

## Ergebnis
| Kandidat            | Partei   | Partei                                        | Stimmen   | Stimmen | Wahlmänner |
| Kandidat            | Partei   | Partei                                        | Anzahl    | Prozent | Wahlmänner |
| ------------------- | -------- | --------------------------------------------- | --------- | ------- | ---------- |
| Ulysses S. Grant    |          | Republikanische Partei                        | 3.598.235 | 55,6 %  | 286        |
| Horace Greeley      |          | Demokratische Partei/Liberal Republican Party | 2.834.761 | 43,8 %  | —(a)       |
| Thomas A. Hendricks |          | Demokratische Partei                          | —(b)      | —       | 42         |
| B. Gratz Brown      |          | Demokratische Partei/Liberal Republican Party | —(b)      | —       | 18         |
| Charles J. Jenkins  |          | Demokratische Partei                          | —(b)      | —       | 2          |
| David Davis         |          | Liberal Republican Party                      | —(b)      | —       | 1          |
| Charles O’Conor     |          | Bourbon Democrats                             | 18.602    | 0,3 %   |            |
| James Black         |          | Prohibition Party                             | 5.607     | 0,1 %   | —          |
| Sonstige            | Sonstige | Sonstige                                      | 10.473    | 0,2 %   | —          |
| Gesamt              | Gesamt   | Gesamt                                        | 6.467.678 | 100 %   | 349        |

(a) Horace Greeley erhielt drei Wahlstimmen, diese wurden jedoch annulliert, da er kurz zuvor am 29. November 1872 verstorben war. 

(b) Diese Kandidaten erhielten Stimmen, die Greeley verpflichtet waren.